# Österfjärden, Hangö
För andra betydelser, se Österfjärden (olika betydelser).
Österfjärden är en sjö i Hangö stad i Finland.   Den ligger i landskapet Nyland, i den södra delen av landet, 110 km väster om huvudstaden Helsingfors. Arean är 11,4 hektar och strandlinjen är 1,86 kilometer lång. Sjön  ingår i Skärgårdshavets kustområde, Åland. 